# برگ‌ریز

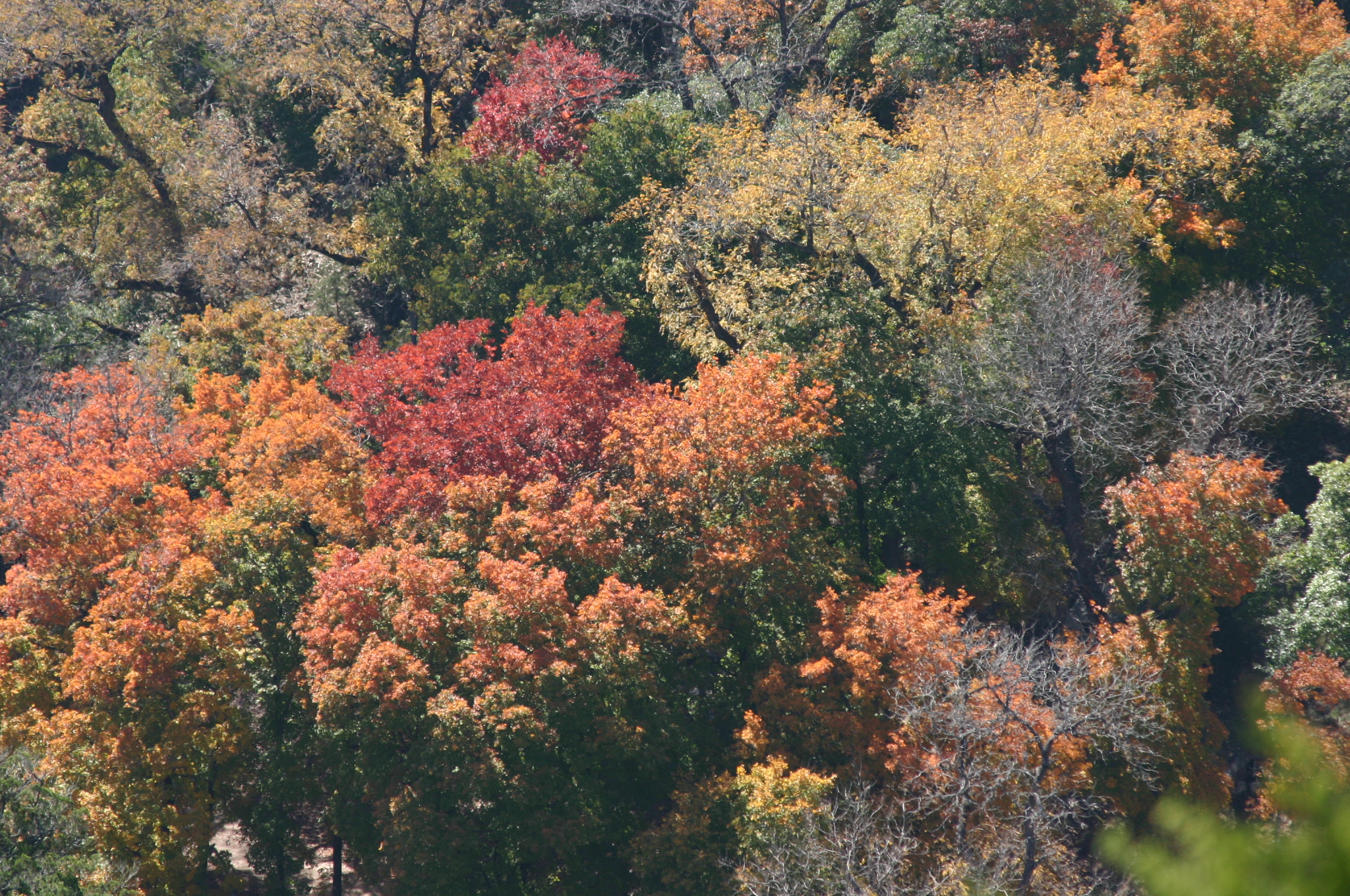
جنگل درختان برگریز در پاییز

خزان‌دار خزان‌کننده یا برگ‌ریز، تعریفی است برای نامیدن برخی درختان، درختچه‌ها و گیاهان دائمی (چندساله) که در بخش معینی از سال، همه برگ‌های خود را از دست می‌دهند. در مناطق معتدل و نیز مناطق شمالی (با آب‌وهوای قطبی) فصل برگریزان برابر با پاییز و زمستان است. در دیگر نقاط جهان که شامل مناطق استوایی، نیمه‌استوایی و بیابانی است، گیاهان برگ‌های خود را در فصل خشک یا کم‌بارش از دست می‌دهند.
در برابر درختان خزان‌کننده، درختان همیشه‌سبز قرار دارند که برگ‌هایشان چند ساله و پایا است. گیاهانی که بین این دو حالت هستند را نیمه خزان‌دار می‌نامند. بسیاری از درختان پهن‌برگ جزء درختان خزان‌کننده هستند، درختانی مانند افرا، بسیاری از انواع بلوط، نارون، صنوبر، توس، و حتی برخی سوزنی‌برگان مانند سیاه‌کاج و سکویای چینی. در برخی از مناطق کشور آمریکا گونه‌های خزان‌کننده و همیشه‌سبز بلوط در کنار هم می‌رویند.
از دست دادن برگ‌ها در زمستان ممکن است آسیب حشرات را کاهش دهد؛ در عین‌حال، ترمیم و حفظ عملکرد برگ‌ها ممکن است هزینه‌ بیشتری در قبال از دست دادن و یا رشد مجدد داشته باشد.